# جون تشارلز كين
جون تشارلز كين هو شخصية أعمال وسياسي كندي، ولد في 18 أكتوبر 1854 في مدينة كيبك في كندا، وتوفي بنفس المكان في 1 أبريل 1923. حزبياً، نشط في حزب كيبيك الليبرالي.

## مناصب
- انتخب وزير بدون حقيبة وزارية (9 يوليو 1920 – 1 أبريل 1923).
- انتخب عضو الجمعية الوطنية في كيبك [الإنجليزية]‏ (23 أبريل 1915 – 1 أبريل 1923).
- انتخب وزير بدون حقيبة وزارية (3 يناير 1906 – 23 أبريل 1915).
- انتخب عضو الجمعية الوطنية في كيبك [الإنجليزية]‏ (1904 – 23 أبريل 1915).